# Туризм катастроф

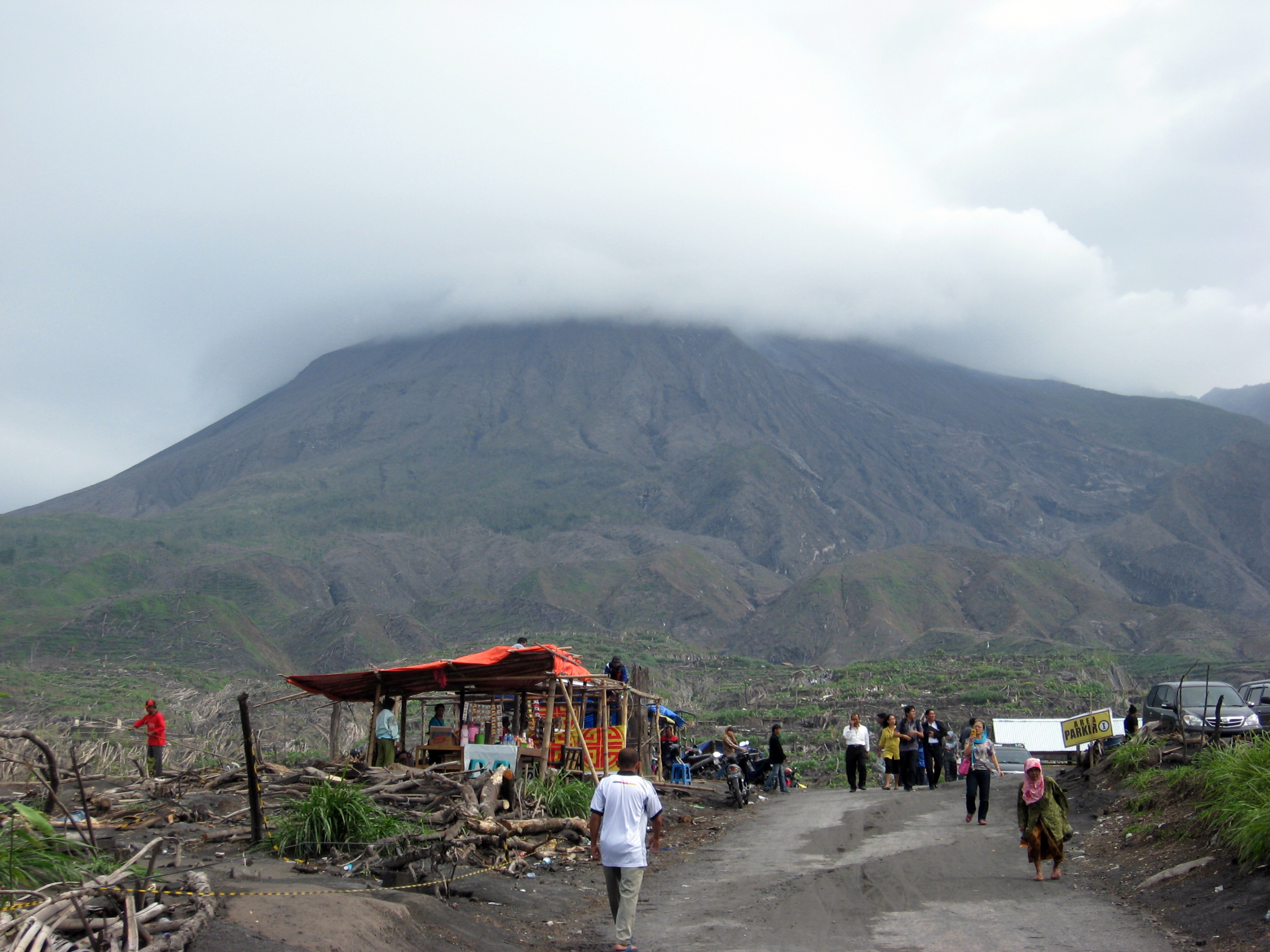
Туристи на вулкані Мерапі (Ява)

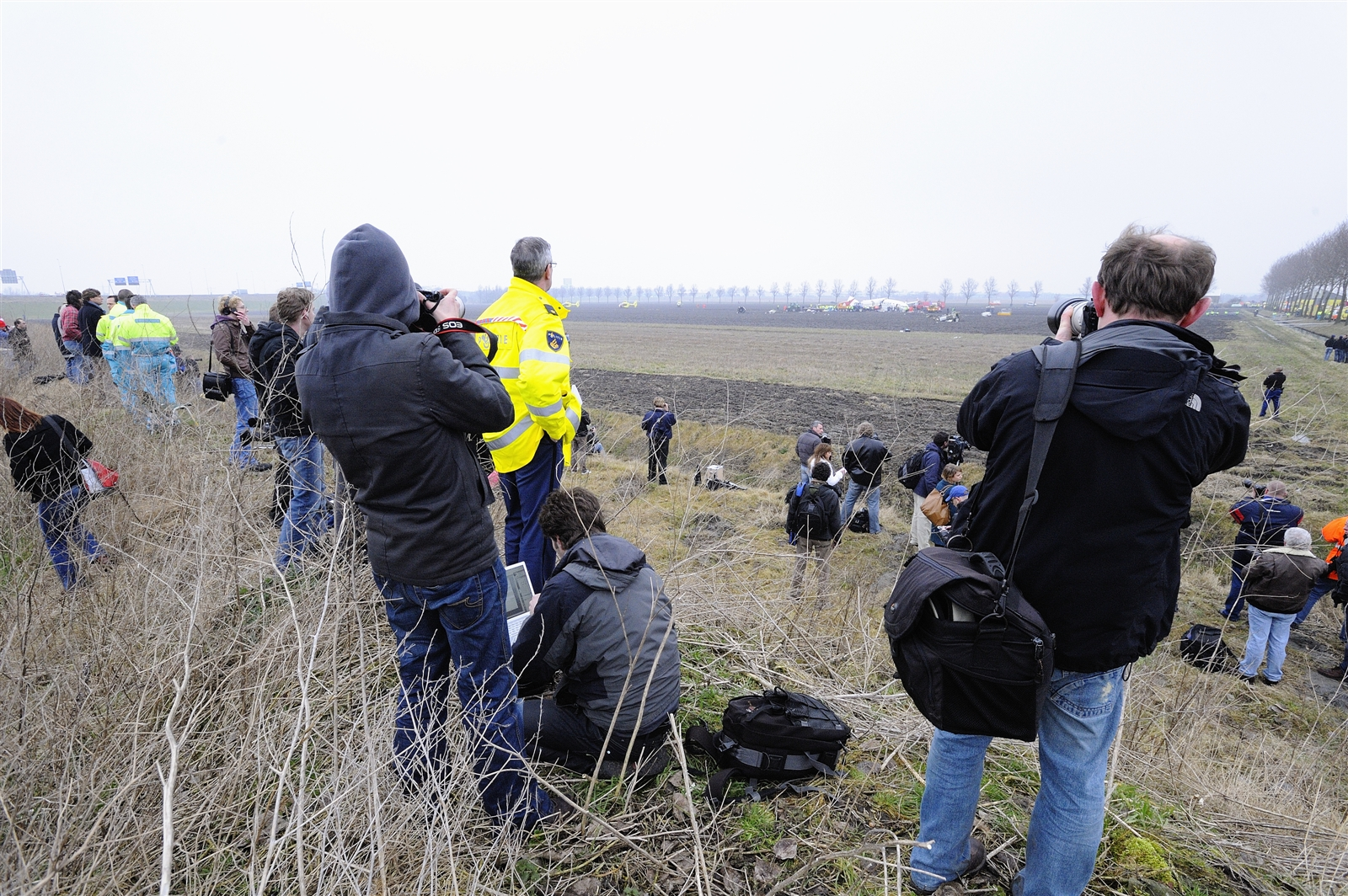
Туристи та рятівники біля місця катастрофи Boeing 737 поблизу Амстердама

Туризм катастроф (туризм стихійних лих) — різновид туризму, що функціонує в місцевостях, де відбулися катастрофічні події — велика за масштабами аварія чи інша подія, що призводить до тяжких наслідків.
Класифікація катастроф у туризмі стихійних лих:
- катастрофи космічних тіл;
- катастрофи в геосферах;
- катастрофи в біосфері;
- катастрофи соціальні;
- катастрофи техногенні;
- катастрофи в житті людей;
- катастрофи машин.

Все більшу популярність набувають екстремальні тури, у яких туристам пропонують подивитися на природні катастрофи. Більшість компаній пропонують туризм катастроф на чотири-п'ять днів, а іноді й на тиждень, у нього входить також страховка від нещасних випадків. Туроператори в основному пропонують торнадо, блискавки, град і піщані бурі.
На світі є багато людей, що подорожують по світу в пошуках стихійних лих та природних катаклізмів, але ними рухають винятково естетичні міркування. Наприклад, багато хто любить полювати за грозами, штормами, цунамі. У числі найпопулярніших маршрутів — постраждалі від стихії країни та міста:
- узбережжя США, що постраждало від ураганів;
- території Південної та Південно-Східної Азії, що постраждали від землетрусів;
- ісландські вулкани;
- торнадо в центральних штатах США.

Туристи також відвідують місця з трагічним минулим. У кожній країні знайдеться місце, відоме своєю сумною історією. І туди також їдуть тисячі і мільйони туристів, щоб більше дізнатися і зрозуміти про події, які там колись відбулися:
- місце Чорнобильської трагедії в Україні;
- меморіальний комплекс Аушвіц-Біркенау в Польщі;
- меморіал «Поля смерті червоних кхмерів» у Камбоджі.